# 北京市第三十九中学
北京市第三十九中学是一所位于中华人民共和国北京市西城区的公办全日制完全中学，现为北京四中教育集团成员校。

## 校史
1952年年初，根据国务院的指令，北平光华女子中学和北平耕莘中学从天主教会脱离，另行成立董事会。同年9月25日，北京市人民政府接管了这两所学校，将其合并为北京市第三十九中学。
1958年的献堂献庙运动中，天主教会将西什库教堂上缴国家。根据北京市委领导的指示，该校自教堂东侧迁至教堂西侧，并将教堂建筑并入学校，充当校舍之用。教堂东侧的原校舍作为北京工读机电厂厂址，与三十九中接受同一党委的领导。同年，学校推行教育改革，试行半工半读体制，获当时北京的新闻媒体多次报导。1959年9月以后，厂校分离，北京工读机电厂划归北京市机电局领导，但仍与学校合作实施半工半读体制。至1966年，北京市第三十九中学共有六届毕业生以中专和高中双学历证书的形式毕业。1968年以后，学校停止半工半读体制。
1985年，为落实中国的宗教政策，北京市人民政府指令学校将校舍中原属天主教会的教堂等处交予天主教爱国会。
1987年，三十九中实施校长负责制，是西城区第一批实施校长负责制的学校。
2002年起，学校开始招收外国留学生，学校设有负责此项事务的国际部。
在2012至2013学年度的高中生物会考中，该校教师张哲铭所带高二年级获得100%A的成绩，打破校史，在同类校中尚属首次。同年该教师公派至新加坡南洋理工大学攻读教育管理学硕士。

## 相关人物

### 历任校长
- 梁以俅（1952年上任，1962年卸任），中华人民共和国建立前为中共地下党员，画家，与鲁迅有所交往。
- 张鄂媛（1962年上任，1972年卸任）
- 赵淑玉（1972年上任，1978年卸任）
- 史天河（1978年上任，1979年卸任）
- 王振海（1979年上任，1980年卸任）
- 左健（1980年上任，1981年卸任）
- 饶宜（1982年上任，1987年卸任）
- 祁伟生（1987年上任，1999年卸任）
- 杨万里（1999年上任，2008年卸任）
- 丁锋（2008年上任，2015年卸任）

### 著名毕业生
- 张维岩，中国科学院院士，1971届毕业生。